# One Dance, One Rose, One Kiss
One Dance, One Rose, One Kiss är en sång skriven av Joakim Arnell och ursprungligen inspelad av The Refreshments och inspelad på albumet Real Songs on Real Instruments 2001. samt utgiven på singel samma år..
Under Kikki, Bettan & Lotta-turnéerna framfördes låten också, och på samlingen Live från Rondo från 2003 finns en liveversion framförd av Bettan och Lotta 2002. 
Det svenska dansbandet Donnez spelade 2004 in låten på albumet Se vår värld.
Ulf Georgsson skrev en text på svenska som heter En blick, en dans, en kyss, vilken spelades in av det svenska dansbandet Scotts och släpptes på singel 2001 på skivmärket Mariann Grammofon med "Det bästa för mig" som B-sida . Den testades på Svensktoppen och låg på listan i nio veckor under perioden 8 september -3 november 2001 , med fjärdeplats på högsta placering. Denna version låg även på albumet På vårt sätt 2008 .
Ulf Georgsson skrev även en text på svenska som heter Vi Får, Vi Kan, Vi Vill vilken spelades in av det svenska dansbandet Barbados som släpptes på deras album Hela Himlen som släpptes November 2003.

### Fotnoter
1. ↑  Information i Svensk mediedatabas.
2. ↑  Information at Svensk mediedatabas
3. ↑  Information i Svensk mediedatabas.
4. ↑  Information i Svensk mediedatabas.
5. ↑  Information i Svensk mediedatabas.
6. ↑  Svensktoppen - 8 september 2001
7. ↑  Svensktoppen - 3 november 2001
8. ↑  Information i Svensk mediedatabas.
9. ↑  ”Spotify”. open.spotify.com. https://open.spotify.com/track/03sKImbMT9DsWRtdmw2Hsg?si=-SNiHdHVSOWDcs6rrID07g&context=spotify:album:0dqyZOc0bX7cvY94WAtatj. Läst 16 november 2024.